# Рупрехт VII (Насау-Зоненберг)
Рупрехт VII фон Насау-Зоненберг (на немски: Ruprecht VII von Nassau-Sonnenberg, der „Kriegerische“; * ок. 1340; † 4 септември 1390, Кирххайм) е граф на Насау-Зоненберг (1356 – 1390).

## Живот
Той е вторият син на граф Герлах I фон Насау-Висбаден (1285 – 1361) и втората му съпруга Ирменгард фон Хоенлое-Вайкерсхайм († 1371), вдовица на Конрад III, бургграф на Нюрнберг, дъщеря на Крафт II фон Хоенлое-Вайкерсхайм и съпругата му Аделхайд фон Вюртемберг († 1372).
Рупрехт трябва да стане клерик. По-големият му брат Крафт (сл. 1333 – 1356) е граф на Насау-Зоненберг (1355 – 1356) и е убит през 1356 г. в битката при Поатие и Рупрехт VII го наследява като граф.
От 1355 г. Рупрехт е амтман на архиепископа на Майнц, неговия полубрат Герлах фон Насау. През 1360 г. неговите полубратя Адолф I фон Насау-Висбаден-Идщайн и Йохан I фон Насау-Вайлбург го признават за господар на Зоненберг. След една година баща му, Герлах I, умира и Рупрехт получава наследството си в Зоненберг.
Рупрехт VII се жени преди 8 ноември 1362 г. за графиня Анна фон Насау-Хадамар († 21 януари 1404), дъщеря на граф Йохан фон Насау-Хадамар и съпругата му Елизабет фон Валдек. Бракът е бездетен.
През 1369 г. започва конфликт с граф Йохан I фон Насау-Диленбург и отново от 1372 до 1374 г. През 1381 г. крал Вацлав IV го прави имперски фогт на Ветерау. Това води до трети конфликт с Насау-Диленбург от 1382 до 1385 г.
Рупрехт VII умира през 1390 г. в Кирххайм и е погребан в Кирххаймболанден. След смъртта му вдовицата му Анна се омъжва втори път преди 11 януари 1391 г. за граф Дитер VIII фон Катценелнбоген и донася в брака собствеността на Насау-Хадамар.